# Luby-Betmont
Luby-Betmont ist eine französische Gemeinde mit 105 Einwohnern (Stand 1. Januar 2022) im Département Hautes-Pyrénées in der Region Okzitanien. Sie gehört zum Kanton Les Coteaux und zum Arrondissement Tarbes. 

## Lage
Sie ist umgeben von folgenden Nachbargemeinden:
| Osmets       | Lubret-Saint-Luc                            |            |
| Chelle-Debat | Kompassrose, die auf Nachbargemeinden zeigt | Vidou      |
| Mun          | Lamarque-Rustaing                           | Villembits |

## Bevölkerungsentwicklung
| Jahr                      | 1962 | 1968 | 1975 | 1982 | 1990 | 1999 | 2008 | 2016 |
| ------------------------- | ---- | ---- | ---- | ---- | ---- | ---- | ---- | ---- |
| Einwohner                 | 168  | 148  | 147  | 145  | 128  | 121  | 108  | 104  |
| Quelle: Cassini und INSEE |      |      |      |      |      |      |      |      |